# All American (album)
All American è il terzo album in studio da solista del cantante statunitense Nick Carter (Backstreet Boys), pubblicato nel 2015.

## Tracce
1. 19 in 99 – 3:25
2. Get Over Me (feat. Avril Lavigne) – 3:29
3. California – 2:59
4. Second Wind – 3:30
5. Swet – 2:42
6. Cherry Pie – 3:07
7. Tijuana – 3:03
8. All American – 2:53
9. Man on the Moon – 2:48
10. Horoscope – 3:13
11. I Will Wait – 3:24